# إنريكي باديلا
إنريكي باديلا (بالإسبانية: Enrique Padilla)‏ هو عسكري أرجنتيني، (و. 1890  م).

## وصلات خارجية
- إنريكي باديلا على موقع أوليمبيديا (الإنجليزية)